# Cisticole à ailes courtes
Cisticola brachypterus
Espèce
Statut de conservation UICN

 LC  : Préoccupation mineure
La Cisticola à ailes courtes (Cisticola brachypterus) est une espèce de passereaux de la famille des Cisticolidae.
Cet oiseau est répandu en Afrique subsaharienne (rare en Afrique australe et la corne de l'Afrique).
Elle fréquente divers environnements tel la savane, lisières de forêt, miombo etc.

## Sous-espèces
Selon la classification de référence du Congrès ornithologique international (14.2, 2024) :
- C. b. brachypterus (Sharpe, 1870) — de la Sénégambie à l'ouest du Soudan, le nord de la RDC et de l'Angola
- C. b. hypoxanthus Hartlaub, 1881 — nord-est de la RDC, Soudan du Sud et nord de l'Ouganda
- C. b. zedlitzi Reichenow, 1909 — Éthiopie et Érythrée
- C. b. reichenowi Mearns — du sud de la Somalie au nord-est de la Tanzanie
- C. b. ankole Lynes, 1930 — de l'est de la RDC et du sud de l'Ouganda au nord-ouest de la Tanzanie
- C. b. kericho Lynes, 1930 — sud-ouest du Kenya
- C. b. katonae Madarász, 1904 — du centre du Kenya au nord de la Tanzanie
- C. b. loanda Lynes, 1930 — du centre de l'Angola au sud de la RDC et l'ouest de la Zambie
- C. b. isabellinus Reichenow, 1907 — de l'est de la Zambie et le sud de la Tanzanie au Mozambique